# Foot Ball Club Matera 1970-1971
Questa voce raccoglie le informazioni riguardanti il Foot Ball Club Matera nelle competizioni ufficiali della stagione 1970-1971.

## Rosa
| N. |                   | Ruolo | Calciatore           |
| -- | ----------------- | ----- | -------------------- |
| -  | Italia (bandiera) | P     | Luigi Antezza (II)   |
| -  | Italia (bandiera) | P     | Vincenzo Antezza (I) |
| -  | Italia (bandiera) | P     | Alberto Bertonelli   |
| -  | Italia (bandiera) | D     | Luciano Antezza      |
| -  | Italia (bandiera) | D     | Giuseppe Campagna    |
| -  | Italia (bandiera) | D     | Alberto Gambi        |
| -  | Italia (bandiera) | D     | Nicola Loprieno      |
| -  | Italia (bandiera) | D     | Danilo Mayer         |
| -  | Italia (bandiera) | D     | Antonio Montesano    |
| -  | Italia (bandiera) | D     | Gino Vecchi          |

| N. |                   | Ruolo | Calciatore         |
| -- | ----------------- | ----- | ------------------ |
| -  | Italia (bandiera) | C     | Antonio Buccione   |
| -  | Italia (bandiera) | C     | Luigi Cantagalli   |
| -  | Italia (bandiera) | C     | Giuseppe Galati    |
| -  | Italia (bandiera) | C     | Diego Giannattasio |
| -  | Italia (bandiera) | A     | Angelo Carella     |
| -  | Italia (bandiera) | A     | Antonio D'Addosio  |
| -  | Italia (bandiera) | A     | Natalino Gottardo  |
| -  | Italia (bandiera) | A     | Procolo Jancarelli |
| -  | Italia (bandiera) | A     | Antonio Toffanin   |
| -  | Italia (bandiera) | A     | Fernando Veneranda |

## Risultati

### Serie C

#### Girone di andata
| 1ª giornata | Matera | 1 – 0 | Messina |  |

| 2ª giornata | Chieti | 2 – 0 | Matera |  |

| 3ª giornata | Matera | 1 – 1 | Internapoli |  |

| 4ª giornata | Sorrento | 0 – 0 | Matera |  |

| 5ª giornata | Matera | 1 – 0 | Cosenza |  |

| 6ª giornata | Pescara | 1 – 1 | Matera |  |

| 7ª giornata | Matera | 1 – 1 | Martina |  |

| 8ª giornata | Lecce | 2 – 0 | Matera |  |

| 9ª giornata | Matera | 1 – 2 | Salernitana |  |

| 10ª giornata | Pro Vasto | 2 – 0 | Matera |  |

| 11ª giornata | Potenza | 1 – 0 | Matera |  |

| 12ª giornata | Matera | 0 – 0 | Savoia |  |

| 13ª giornata | Crotone | 0 – 0 | Matera |  |

| 14ª giornata | Matera | 0 – 0 | Barletta |  |

| 15ª giornata | Viterbese | 0 – 0 | Matera |  |

| 16ª giornata | Matera | 1 – 1 | Avellino |  |

| 17ª giornata | Matera | 0 – 0 | Brindisi |  |

| 18ª giornata | Enna | 0 – 0 | Matera |  |

| 19ª giornata | Acquapozzillo | 0 – 1 | Matera |  |

#### Girone di ritorno
| 20ª giornata | Messina | 0 – 0 | Matera |  |

| 21ª giornata | Matera | 1 – 0 | Chieti |  |

| 22ª giornata | Internapoli | 1 – 1 | Matera |  |

| 23ª giornata | Matera | 0 – 0 | Sorrento |  |

| 24ª giornata | Cosenza | 3 – 1 | Matera |  |

| 25ª giornata | Matera | 1 – 0 | Pescara |  |

| 26ª giornata | Martina | 0 – 2 | Matera |  |

| 27ª giornata | Matera | 0 – 1 | Lecce |  |

| 28ª giornata | Salernitana | 1 – 0 | Matera |  |

| 29ª giornata | Matera | 2 – 0 | Pro Vasto |  |

| 30ª giornata | Matera | 0 – 0 | Potenza |  |

| 31ª giornata | Savoia | 1 – 1 | Matera |  |

| 32ª giornata | Matera | 3 – 0 | Crotone |  |

| 33ª giornata | Barletta | 1 – 1 | Matera |  |

| 34ª giornata | Matera | 0 – 0 | Viterbese |  |

| 35ª giornata | Avellino | 1 – 0 | Matera |  |

| 36ª giornata | Brindisi | 2 – 2 | Matera |  |

| 37ª giornata | Matera | 0 – 0 | Enna |  |

| 38ª giornata | Matera | 1 – 0 | Acquapozzillo |  |

## Statistiche

### Statistiche di squadra
| Competizione | Punti | Totale | Totale | Totale | Totale | Totale | Totale |
| Competizione | Punti | G      | V      | N      | P      | Gf     | Gs     |
| ------------ | ----- | ------ | ------ | ------ | ------ | ------ | ------ |
| Serie C      | 38    | 38     | 9      | 20     | 9      | 24     | 24     |

### Statistiche dei giocatori
| Giocatore       | Campionato | Campionato |
| Giocatore       | Pres       | Gol        |
| --------------- | ---------- | ---------- |
| L. Antezza (II) | 1          | 0          |
| V. Antezza (I)  | 3          |            |
| A. Bertonelli   | 36         |            |
| A. Buccione     | 34         | 1          |
| G. Campagna     | 4          | 0          |
| L. Cantagalli   | 20         | 0          |
| A. Carella      | 32         | 9          |
| A. D'Addosio    | 15         | 1          |
| G. Galati       | 33         | 0          |
| A. Gambi        | 36         | 0          |
| D. Giannattasio | 38         | 1          |
| N. Gottardo     | 27         | 1          |
| P. Jancarelli   | 28         | 3          |
| N. Loprieno     | 34         | 0          |
| D. Mayer        | 38         | 1          |
| A. Montesano    | 4          | 0          |
| A. Toffanin     | 26         | 5          |
| G. Vecchi       | 9          | 0          |
| F. Veneranda    | 22         | 1          |